# صلاح‌الدین حمید
صلاح‌الدین حمید (انگلیسی: Salahdine Hmied؛ زادهٔ ۱ سپتامبر ۱۹۶۱) بازیکن سابق فوتبال اهل مراکش است. 
وی عضو تیم ملی فوتبال مراکش در جام جهانی فوتبال ۱۹۸۶ بوده است.